# The Pink Panthers
La Pink Panthers Patrol (a menudo abreviada como Pink Panthers) fue un grupo de patrulla civil con base en la ciudad de Nueva York, fundado por miembros de Queer Nation en el verano de 1990 para combatir la violencia anti-LGBT en el West Village de Manhattan. Obtuvieron notoriedad cuando fueron demandados con éxito en 1991 por MGM Pictures, propietaria de los derechos de la caricatura Pink Panther. El grupo de vigilancia vecinal patrullaba las zonas en las que había un gran número de agresiones de pandillas contra hombres homosexuales. En Nueva York, donde la patrulla fue fundada, estas generalmente estarían en East y West Village. Había varias patrullas en las ramblas (Central Park).
En 2012, Todd A Haley II reactivó el grupo y formó el Movimiento LGBT Pink Panthers, estableciendo su sede en Denver, Colorado.